# Oswald Menghin
Oswald Menghin (Merano, 1888. április 19. – Buenos Aires, 1973. november 29.) osztrák régész, egyetemi professzor.

## Élete
Menghin Oswaldról az az anekdota járta, hogy ha kezébe vesz egy kőeszközt, megmondja, milyen nyelven beszélt az a nép, amelyik használta.
Városi iskolaigazgató fia. Szülővárosában, majd a Bécsi Egyetemen tanult. 1918-tól egyetemi docens, 1922-től professzor, 1928-tól a Bécsi Egyetem dékánja, 1935-től rektora volt.
1925-ben végiglátogatta a magyarországi múzeumokat, 1928-ban pedig előadást tartott Budapesten. Az 1930-as éveknek a német nacionalizmus felhasználta műveit. 1838-ban Arthur Seyß-Inquart kormányában oktatási miniszter lett, ami miatt kizárták a katolikus Osztrák Kartellszövetségből. A második világháborút követően háborús bűnösként tartották számon. 1948-ban Argentínában folytatta munkásságát. 1956-ban bírósági ügyeit megszüntették. 1957-től a La Plata Egyetemen oktatott. 1959-től az Osztrák Tudományos Akadémia levelező tagja volt.
1918-tól a Német Közösség nevű titkos szervezet tagja volt.

## Művei
- 1910 Neue Wallburgen im Etschtale zwischen Meran und Bozen. Mitteilungen der Anthropologischen Gesellschaft in Wien 1910
- 1911 Zur Urgeschichte des Venostenlandes. Mitteilungen der Anthropologischen Gesellschaft in Wien 1911
- 1912 Archäologie der jüngeren Steinzeit Tirols. Jahrbuch für Altertumskunde 1912
- 1913 Neue Beiträge zur südtirolischen Wallburgenforschung. Mitteilungen der Anthropologischen Gesellschaft in Wien 1913
- 1913 Eine spätneolithische Station bei Melk (Niederösterreich). Mitteilungen der Anthropologischen Gesellschaft 43, 94—103
- 1914 Ein umwallter La Tène-Pfahlbau am Ritten (Südtirol). Wiener Prähistorische Zeitschrift 1914
- 1914 Die prähistorische Ansiedlung von Stufels (Brixen a. E.) in Südtirol. Wiener Prähistorische Zeitschrift 1914 (tsz. Adrian Egger)
- Über bäuerliches Archivwesen. Mitteilungen des K. K. Archivrates 3
- 1919 Das vorgeschichtliche Siedlungswesen in Tirol. Mittheilungen der kaiserlich-königlichen Geographischen Gesellschaft 1919
- 1921 Urgeschichte Niederösterreich. Heimatkunde von Niederösterreich 7
- 1925 Urgeschichte der bildenden Kunst (tsz. Moriz Hoernes)
- 1927 Das Keltische Vindobona. In: WPZ 14, 135—138
- 1928 Az uralaltáji népek világtörténeti szerepe. Archaeológiai Értesítő 42
- 1931 Weltgeschichte der Steinzeit. Wien
- 1933 Geist und Blut - Grundsätzliches um Rasse, Sprache, Kultur und Volkstum.
- 1957 Vorgeschichte Amerikas